# Las Bocas
Las Bocas és un jaciment arqueològic localitzat al municipi d'Izúcar de Matamoros (Puebla, Mèxic). Està relacionat amb diverses peces arqueològiques d'estil olmeca, sobretot figuretes de ceràmica i altres obres de terrisseria. El llogaret de las Bocas fou intensament explorat en els anys seixanta per col·leccionistes interessats en la ceràmica i les estatuetes olmeques. Com el prestigi del lloc s'anava apujant, sovint s'associà el nom del lloc amb peces de característiques semblants, però d'origen desconegut. És per açò que el terme Las Bocas té actualment una importància arqueològica relativament menor.

## Descripció
Las Bocas no és un jaciment arqueològic obert al públic. En el sentit estricte del terme, és un jaciment en què hi ha indicis d'ocupació humana d'època precolombina. Es tracta d'un dels pocs assentaments corresponents al preclàssic que es conserven al centre de Mèxic, perquè altres com Tlatilco i Cuicuilco han estat absorbits per àrees urbanes.
El jaciment de Las Bocas correspon a un paratge que estava dedicat a l'agricultura, ubicat al peu del turó Teponaztle, a l'est de la ciutat d'Izúcar de Matamoros. S'hi han trobat nombrosos exemples de figuretes olmeques d'estil baby face que, segons alguns especialistes, corresponen a representacions de l'humà jaguar, de gran importància en la iconografia olmeca. Associats a aquestes peces s'han recuperat instruments lítics, elaborats sobretot amb obsidiana i sílex. Malgrat que en el lloc s'han descobert alguns enterraments, no és possible considerar Las Bocas com un cementeri, com va fer Coe en el seu llibre The Jaguar's Children.

## Excavacions arqueològiques
El primer treball sistemàtic de recerca arqueològica que en done informació és un article de David Grove del 1967, en el qual esmenta que va cancel·lar les excavacions a Las Bocas perquè Román Piña Chan n'estava realitzant les seues al paratge de Caballo Pintado, que és el nom local amb què es coneix Las Bocas a la vall de Matamoros. No es tenen, però, notícies dels resultats de les indagacions de Piña Chan. Al 1997, l'arqueòloga Maria de la Creu Paillés efectuà la primera de tres temporades d'excavacions al jaciment, que han servit per llançar-hi més llum.

## Aportació
Las Bocas, el nom complet del qual és San José Las Bocas, se situa a 7 km d'Izúcar de Matamoros, Puebla. Tot i que no és una zona arqueològica, explica la història que venien persones de l'estranger a extraure'n peces de fang, les quals tenien un alt valor econòmic, i que enganyaren la gent d'aquesta localitat pagant-los una mínima quantitat per cada peça.
Algunes d'aquestes peces s'han pogut recuperar i en l'actualitat s'hi poden trobar algunes peces de jade, obsidiana, fang i ceràmica.